# Syndrome dyscéphalique de François
 Mise en garde médicale
Le syndrome dyscéphalique de François, ou syndrome de Hallermann-Streiff, est une maladie congénitale très rare associée à une petite stature, des malformations du crâne et de la face. Aucun retard dans le développement psychomoteur n'y est habituellement lié. Les cas sont sporadiques.
À distinguer du syndrome néonatal progéroïde, présentant lui aussi notamment un nanisme harmonieux, un aspect de macrocéphalie et une micrognathie, mais probablement sur un mode de transmission récessif autosomique, il provoque souvent une obstruction des voies aériennes supérieures et une insuffisance respiratoire chronique.

## Historique
Le syndrome de Hallermann-Streiff — ou syndrome dyscéphalique de François — a été décrit comme une entité spécifique en 1948 par Wilhelm Hallermann, chez un homme alors âgé de 25 ans.
En 1950 Enrico Bernardo Streiff décrit le cas d'une femme de 31 ans.
Jules François établit une revue de la littérature scientifique en 1958, rapprochant 22 cas, dont deux par lui décrits.

## Autres dénominations
Cette affection sporadique rarement décrite le fut sous des dénominations variées :
- en français :
  - Dysmorphie mandibulo-faciale type François
  - Dysplasie oculo-mandibulo-faciale d'Hallermann-Streiff-François
  - Syndrome d'Hallermann
  - Syndrome d'Hallermann-Streiff
  - Syndrome dyscéphalique de François
  - Syndrome dyscéphalique à tête d'oiseau
- en anglais :
  - Hallermann's Syndrome
  - Hallermann-Streiff Syndrome

## Épidémiologie
Très rare, la prévalence de cette affection sporadique est estimée à moins de 1⁄1000000 puisque seulement une centaine de cas ont été décrits dans le monde.

## Symptômes
Les personnes atteintes de ce syndrome se caractérisent typiquement par une petite taille harmonieuse, un nez en bec, une hypoplasie de la mandibule, une hypotrichose, une hypoplasie des clavicules et des côtes, une microphtalmie avec cataracte congénitale . L’intelligence est habituellement normale.

## Diagnostic différentiel
D'autres syndromes progéroïdes sont à distinguer :
- la progéria, liée à une mutation génétique et dont les symptômes débutent dans la petite enfance ;
- le syndrome progéroïde néonatal, présentant lui aussi dès la naissance une hypoplasie mandibulaire et souvent une hypotrichose ;
- le syndrome de Cockayne, qui se révèle après la première année de vie ;
- le syndrome de Werner, dont les premiers signes apparaissent au moment de la dentition.

## Traitement
Il n’existe pas de traitement curatif du syndrome. Les traitements visent à réduire les symptômes et à prévenir ou traiter les complications.